# Ballerina (film, 1965)
Ballerina är en dansk-amerikansk film från 1965.

## Medverkande
- Jenny Agutter
- Blandine Ebinger
- Poul Reichhardt
- Mette Hønningen
- Henning Kronstam
- Erik Mørk
- Hans Schwartz
- Kirsten Simone
- Edvin Tiemroth
- Astrid Villaume
- Ole Wegener
- Valsø Holm
- Bjørn Puggaard-Müller
- Carl Ottosen
- Ellen Margrethe Stein